# Незванкин, Владислав Михайлович
Владисла́в Миха́йлович Незва́нкин (род. 2 ноября 1970 года, Тольятти, Куйбышевская область, РСФСР, СССР) — российский предприниматель, управленец, спортсмен, генеральный директор ООО «LADA Sport», вице-президент Автомобильной федерации Самарской области, член спортивного совета Российской автомобильной федерации. Победитель (2020), трёхкратный призёр в личном зачёте (2015, 2018 и 2019) и четырёхкратный победитель в командном зачёте (2015, 2018, 2019 и 2020) кубка России по кольцевым гонкам в классе Супер-продакшн. Мастер спорта. Руководитель инжиниринговой компании LADA Sport, являющейся дочерним предприятием АВТОВАЗа. За то время пока Владислав Незванкин возглавляет LADA Sport, удалось воплотить ряд знаковых событий для отрасли. Впервые заводская команда из России официально приняла участие в полном сезоне чемпионата мира в автоспортивной дисциплине (WTCC), впервые российская заводская команда одержала победы в абсолютном зачёте на этапах чемпионата мира в автоспортивной дисциплине (WTCC), впервые на рынок РФ была выведена целая гамма «заряженных» версий серийных моделей автомобилей отечественного производства, предназначенных для дорог общего пользования, реализация которых производится через сеть специально выбранных дилеров LADA. Под руководством Владислава Незванкина впервые в истории российского автоспорта была создана национальная гоночная серия от автопроизводителя (Национальная гоночная серия «АВТОВАЗ»), и впервые в России был проведён гоночный монокубок на серийных спортпрототипах отечественного производства (LADA Revolution).

## Биография
Родился и вырос в Тольятти. Поступил в Киевский институт инженеров гражданской авиации, после третьего курса перевелся в Тольяттинский политехнический институт, прошел курс обучения MBA в Финансовом университете при Правительстве Российской Федерации.
1992–1994 – начальник производственной службы подготовки автомобилей спецкомплектации на АО «ВазИнтерСервис».
1994–2002 – бизнес по производству гоночной техники на базе автомобилей LADA.
2002–2006 – руководитель проекта LADA Revolution.
2004–2007 – генеральный директор Национальной гоночной серии «АВТОВАЗ».
2007–2010 – начальник Управления спортивных автомобилей ОАО «АВТОВАЗ» (УСА АВТОВАЗ).
2010–2014 – руководитель проекта Кубок LADA Granta
c 2010 – вице-президент Автомобильной федерации Самарской области, член спортивного совета Российской автомобильной федерации.
2014–2016 – директор по развитию ООО «LADA Sport».
С 2016 – генеральный директор ООО «LADA Sport».

### Карьера руководителя

#### 2003-2007
Деятельность Владислава Незванкина редко попадала в поле зрения прессы, до 2003 года, когда в СМИ началось активное освещение подготовки запуска в мелкосерийное производство первого ВАЗовского спортпрототипа LADA Revolution, в котором большинство деталей и узлов имело вазовские «корни», руководителем данного проекта являлся Владислав. Работы по созданию «Революции» начались в 2001 году, а к 2003-му были построены первые ходовые экземпляры, которые начали проходить активные испытания в лабораториях и аэродинамической трубе АвтоВАЗа, на подмосковном полигоне НАМИ, на гоночных трассах Московское кольцо и Нюрбургринг в Германии. Новинка была продемонстрирована на автосалонах в Москве, Санкт-Петербурге, Франкфурте, Женеве. Практически одновременно с началом показа LADA Revolution было анонсировано создание первой в российской истории национальной гоночной серии. Суть которой сводилась к тому, что в турнир были включены заезды в нескольких классах, но исключительно на автомобилях отечественной марки LADA, плюс заезды формул оснащённых только двигателями ВАЗ. Машины участников планировалось сделать практически одинакового уровня подготовки, с минимальной возможностью внесения усовершенствований. Это должно было позволить спортсменам демонстрировать своё мастерство за счёт борьбы на трассе, исключая влияние на результат разницы в уровне подготовки техники. Идея турнира понравилась ведущим специалистам российского автоспорта, после чего её одобрили и руководители тольяттинского автогиганта.
Презентация турнира, получившего официальное название «Национальная Гоночная Серия LADA (НГС LADA)» (позже именование трансформировалось в «Национальная гоночная серия «АВТОВАЗ» (НГСА)») состоялась 23 апреля 2004 года. Была объявлена программа семиэтапного первенства (на трассах Подмосковья и Санкт-Петербруга), со стартом намеченным на 14 мая 2004 года. Планировалось разыграть: чемпионат России в классе LADA Revolution (первые в истории гонки на серийных отечественных спортпрототипах), чемпионат России в классе «Формула LADA» и кубок России в классе «Кубок LADA» (на ВАЗ 2112-37). Генеральным спонсором соревнования выступило ОАО «АВТОВАЗ», а генеральным директором турнира стал Владислав Незванкин.
НГС LADA приняла старт по плану, все назначенные заезды состоялись, в соревнованиях приняли участие 134 спортсмена из 49 команд (с учётом классов «Туринг» и «Туринг-Лайт» серии RTCC, проходивших параллельно). Трансляции всех этапов вёл общероссийский телеканал «Спорт». По итогам гоночного сезона 2004, журнал «За рулём» провёл традиционный опрос с участием нескольких десятков автоспортивных журналистов России, Владислав Незванкин был выдвинут на номинацию «За выдающийся вклад в развитие российского автоспорта», как один из тех, кто воплотил идею Национальной гоночной серии LADA, по итогам конкурса он занял третье место. Отметила пресса и дебют проекта Lada Revolution, который в течение 2003-2004 годов получил награды от Союза дизайнеров России, журналов «Клаксон» (награда «Золотой Клаксон - 2003» за «Лучший "Русский проект"») и «За рулём» (за «Лучшую техническую новинку 2004 года»). Зимой 2004/2005 впервые состоялся кубок России по зимним трековым гонкам в классе «Кубок LADA». Это соревнование продолжило воплощение концепции продвижения продукции АвтоВАЗа через автоспорт. Руководителем проекта также стал Владислав Незванкин. Далее в 2005 и 2006 годах продолжилось проведение турнира НГСА и зимних кубков LADA. В 2006-м появился новый монокласс — Кубок LADA Kalina (все участники которого стартовали на одинаковых LADA Kalina 1.4).

#### 2007-2010
В 2007 году АВТОВАЗом было принято решение превратить со временем Управление спортивных автомобилей в бизнес-единицу под названием LADA Sport. Инженерно-производственный центр параллельно с подготовкой техники для фирменных команд должен активно развивать коммерческое направление, в виде подготовки спортивных машин для всех желающих, и для мелкосерийного производства «заряженных» версий серийных моделей, предназначенных для дорог общего пользования. Руководителем новой структуры стал Владислав Незванкин, как человек много лет доказывавший, что автоспорт можно сделать эффективным маркетинговым инструментом, и которому доверяет топ-менеджмент предприятия, и именно под его руководством произошли все события происходившие в дальнейшем с УСА АВТОВАЗ и LADA Sport.
Из-за большой реорганизации, проблем с финансированием, а также попытки реализации проекта строительства гоночной трассы в Самарской области отнявшей много времени и организационных усилий, сезон 2007 Национальной гоночной серии «АВТОВАЗ» оказался пропущен. В то же время, программа для LADA Sport на следующий, 2008 год оказалось очень насыщенной и включала себя проведение нового сезона серии НГСА с выездными этапами в Риге и Киеве (заезды спортпрототипов LADA Revolution и кубка LADA Kalina), плюс участие заводской команды в кубке России по зимним трековым гонкам, чемпионате России по ралли, Кубке России по ралли-кроссу и традиционном автокроссе «Серебряная ладья», проведение кубка АВТОВАЗа по картингу и традиционной Рождественской синхронной гонки. Плюс в 2008 году на основе гоночной версии был разработан концепт двухместного спортивного автомобиля — LADA Revolution III, который был продемонстрирован на Парижском автосалоне-2008. В итоге гоночный план был полностью реализован, но организация соревнований отнимала слишком много времени и поэтому по завершении сезона 2008 турнир НГСА решено было упразднить. Заводские команды должны были сосредоточиться на участии в существующих российских соревнованиях, и в том числе на борьбе с «иномарками» в разных видах автогонок и разных гоночных классах машин. Было принято решение по таким глобальным проектам, как участие в чемпионате мира по кольцевым гонкам в классе «Туринг» и серийном выпуске «заряженных» версий серийных моделей LADA. Обе задачи являлись новым вызовом для завода, никогда прежде такие программы не реализовывались в России.
Хотя изначально официальное участие завода в WTCC не афишировалось, более того, частная команда Russian Bears Motorsport вывела в 2008-м на старт машину на базе уже снятой с производства модели Lada 110. Тем временем, представители завода внимательно следили за развитием событий, как покажет себя гоночная «десятка» на европейских трассах, в условиях жёсткой конкуренции. Сам Владислав Незванкин лично выезжал на этапы. Уже в конце сезона на Lada 110 WTCC появились фирменные наклейки LADA Sport, а за руль одной из машин сел заводской пилот Кирилл Ладыгин.
Перед сезоном 2009 команда официально получила статус заводской, сменила название на LADA Sport, сразу же были объявлены планы по выводу в течение года на трассы версии современной модели LADA Priora. А с участием президента АВТОВАЗа Бориса Алёшина был подписан контракт на проведение в России этапа WTCC. В середине сезона 2009 в турнире дебютировала LADA Priora WTCC, разработанная непосредственно специалистами LADA Sport. Выступать за рулём машины был приглашён один из звёздных пилотов мирового туринга — Джеймс Томпсон, двукратный чемпион BTCC, быстро набравший первые очки для LADA Sport в WTCC. Попутно произошло ещё одно знаковое событие, впервые в качестве пейс-кара на этапах чемпионата мира в автоспортивной дисциплине использовался автомобиль российского производства — серийная LADA Priora. По итогам турнира стало ясно, что с «Приорой WTCC» будет сложно рассчитывать на высокие места. Поэтому было решение временно уйти из мирового первенства, сосредоточившись на подготовке совершенно новой боевой машины на базе грядущей модели LADA Granta. При этом «Гранту» решили для начала обкатать на европейских гоночных трассах и в российских автосоревнованиях.

#### с 2010-го

##### Гоночная активность команды LADA Sport
В 2011 году дебютировал турнир LADA Granta Cup, все участники которого выступали на специально подготовленных Грантах, с 1,6-литровым турбомотором мощностью 235 л. с.. При этом одной из задач было продемонстрировать новую модель в динамике, многие впервые увидели LADA Granta в движении именно на этапах этого турнира. При этом заезды серии проводились не только на российских трассах, а также в Киеве и Будапеште. Параллельно, в 2012 году в классе «Туринг» чемпионата России, состоялся дебют турбированной «Гранты». Одной из поставленных задач для команды была обкатка решений, которые потом можно было применить в мировом первенстве. На первых этапах новинка не блистала, а затем по мере вносимых изменений результаты стали значительно улучшаться и по ходу турнира каждый из трёх пилотов команды выигрывал гонки. В двух следующих сезонах пилоты на LADA Granta 1.6T продолжили серию побед, несмотря на меньшие показатели мощности, чем у конкурентов (из-за особенностей технического регламента серии).
В 2012 году увидела свет Lada Granta WTCC с турбированным 1,6-литровым 300-сильным двигателем подготовленным французской компанией Oreca по регламенту Global Race Engine («Всемирный гоночный мотор»). Новинка весь год проходила испытания на гоночных трассах Европы, и стартовала в двух этапах мирового первенства. Вначале с привлечением частной команды, а уже в турнирах 2013 и 2014 годов гоночная «Гранта» официально использовалась заводской LADA Sport. И в 2014 году произошло историческое событие, впервые российская заводская команда одержала победы в абсолютном зачёте на этапах чемпионата мира в автоспортивной дисциплине (в Пекине и Макао). Следующие два года заводская команда LADA Sport ROSNEFT стартовала в WTCC на полностью новой модели — LADA Vesta TC1. Гоночная версия дебютировала в соревнованиях раньше начала производства серийных автомобилей LADA Vesta, что является одним из уникальных случаев в российской автомобильной истории. В сезоне 2016 пилотам коллектива вновь удалось дойти до вершины, на этот раз было завоёвано три победы, две из которых — на российском этапе серии. Тем временем, к 2017 году чемпионат мира оказался в глубоком кризисе, и LADA Sport (также как и Citroën Racing) решила уйти из него. Хотя сами гоночные «Весты» использовались в том году, но частной итальянской командой RC Motorsport. LADA Sport решила вместо дорогостоящей программы участия в чемпионате мира максимально сосредоточиться на поддержке развития отечественного автоспорта. Была разработана большая программа, включающая несколько различных направлений, таких как: поддержка Российской Серии Кольцевых Гонок и участие в ней тольяттинской команды сразу в нескольких классах, создание машин для этих классов на базе серийных моделей ВАЗ, создание монокубка в российском ралли, создание и поддержка картинговой команды, различные автоспортивные и околоспортивные активности (проведение «Гонки чемпионов», участие в крупных автошоу и др.). Идея реализации этих программ была поддержана президентом АВТОВАЗа Николя Мором.
С 2015 года команда LADA Sport ROSNEFT под руководством Владислава Незванкина участвует в серии РСКГ, постоянно находясь в лидирующей группе в классах, где принимает участие. За это время удалось достичь следующих успехов, сезон 2015: победа в личном и командном зачёте в классе «Туринг-Лайт», победа в командном зачёте в классе «Супер-продакшн»; сезон 2016: победа в личном и командном зачёте в классе «Туринг-Лайт»; сезон 2017: победа в командном зачёте в классе «Туринг» и победа в личном зачёте в классе «Супер-продакшн»; сезон 2018: победа в личном и командном зачёте в классе «Супер-продакшн»; сезон 2019: победа в личном и командном зачёте в классах «Супер-продакшн» и «S1600». В данный период LADA Sport вывела на трассы несколько новых моделей для отечественного автоспорта: LADA Kalina NFR R1, LADA Vesta 1.6T (с двигателем ВАЗ мощностью 255 л.с.), LADA Vesta TCR (с 2-литровым двигателем Renault мощностью 340 л.с.), LADA Vesta Sport TCR (с 1,8-литровым двигателем Renault мощностью 340 л.с.), LADA Granta R1. При этом модель международной категории TCR хоть и была создана в кратчайшие сроки, с первых заездов смогла конкурировать на равных с ведущими мировыми моделями класса.
Помимо высокой активности в кольцевых гонках, команда LADA Sport под руководством Владислава Незванкина с 2007 года активно участвует в российских раллийных первенствах. В 2008-2010 сама команда не заявлялась в командном зачёте, в то же время её пилоты неоднократно побеждали в личном зачёте своих классов в чемпионате (Р10 в 2008 году, R1 в 2009-м, R1 и R3 в 2010-м) и кубке страны (2000Н в 2008-м). Непосредственно заводская команда пришла в российские ралли в конце 2013 года, в 2014-м приняла участие как LADA Kalina RC Team, заняв призовые места в личном и командном зачётах кубка России. А с 2015 года коллектив участвует в российских турнирах непосредственно под именем LADA Sport ROSNEFT. За это время было завоёвано несколько итоговых побед в личном зачёте чемпионата России (R3 в 2016-2018 годах, R2 в 2018-м) и кубка России (1600Н в 2015-2017 годах, 1400Н в 2018-м), плюс завоёваны победы в командном зачёте чемпионата и кубка России 2018 года. При этом дважды заводским пилотам на переднеприводных «Калинах» удавалось выигрывать этапы кубка России в абсолюте, в борьбе с участниками использовавшими более мощные полноприводные машины. Кроме этого с 2017 года LADA Sport проводит многоэтапный раллийный монокубок LADA Rally Cup, в котором могут принять участие все желающие автомобилисты на LADA Kalina и LADA Granta одинакового уровня подготовки.
LADA Sport продолжает традицию проводить каждую зиму «Гонку чемпионов», на которую приглашаются ведущие пилоты страны, которые получают возможность разыграть призы на предоставляемых спортивных автомобилях (сейчас это LADA Vesta Sport). Автоспортивные обозреватели отмечают, что при Владиславе Незванкине турнир вышел на новый уровень и фактически стал на сегодня главным соревнованием среди корифеев российского автоспорта, превзойдя по престижу «Гонку звёзд журнала За рулём» (постоянно терявшую популярность в последние годы и прекратившую своё существование) и автокросс «Серебряная ладья». Также LADA Sport создала команду в российском картинге, чтобы способствовать развитию смены из числа юных и молодых пилотов. В 2019 году по итогам сезона удалось победить в личном и командном зачёте в двух классах: в топовом KZ2 чемпионата России (победа третий год подряд) и в юниорском OK JUNIOR первенства страны. Кроме этого в 2019 году дебютировал кибертурнир LADA e-Championship. Технически он базировался на гоночном автосимуляторе RaceRoom, принять участие в виртуальном чемпионате могли все желающие. Гранд Финал состоялся 12 октября 2019 года в Москве на киберспортивной арене Cyberspace, а два первых призёра получили путёвку во всемирный финал виртуального чемпионата THE ESPORTS WTCR OSCARO.

##### Производство гражданской продукции LADA Sport
Владиславу Незванкину удалось воплотить в жизнь идею, которая много лет только обсуждалась, но её реализацию удалось осуществить только под его руководством. Впервые на рынок России была выведена целая гамма «заряженных» версий серийных моделей автомобилей отечественного производства, предназначенных для дорог общего пользования, которые поступают в продажу через сеть специально выбранных дилеров LADA. Началась реализация программы в 2012 году, с запуском в серию седана LADA Granta Sport получившего большое число доработок, сделанных специалистами LADA Sport, в том числе используя технические наработки апробированные в спортивной LADA Granta Cup. Вскоре такой же пакет изменений получил хетчбэк LADA Kalina Sport: двигатель форсировали до 118 л.с., установили укороченную главную пару КПП, шасси со спортивным характером, более мощную тормозную систему с иными настройками АБС, увеличенные колёса и др. Всё это позволило существенно изменить повадки автомобиля. Также спорт-версии получили различные внешние и внутренние детали стайлинга, отличающие «заряженные» варианты от серийных. Следующим шагом стал дебют в 2015 году ещё более экстремальной версии семейства Kalina/Granta — хетчбэка LADA Kalina NFR, под капотом которого разместился форсированный 136-сильный силовой агрегат. Уровень изменений в ходовой части оказался довольно существенным, спереди появился мощный стальной подрамник с треугольными рычагами подвески, отсутствующий у базовой LADA Kalina, целый ряд деталей был использован от французского хетчбэка Renault Mégane, включая усиленные ШРУСы, ступицы, тормозные диски. В 2016 году начал серийно устанавливаться самоблокирующийся дифференциал повышенного трения. О качестве доводки Kalina NFR наглядно говорит такой факт: на испытаниях издания Авторевю на модели удалось установить абсолютный рекорд скорости на манёвре «переставка» для автомобиля без системы стабилизации (82 км/ч). LADA Sport каждую из своих серийных моделей запускает в автоспорт, и раллийная версия «Калины NFR» в 2016 году стала первой новой вазовской машиной, зарегистрированной в балтийских странах за последние много лет.
В середине 2010-х на АвтоВАЗе происходили глобальные процессы реформирования, запущенные новым президентом компании Бу Андерссоном. В частности, он принял решение ликвидировать все дочерние сборочные предприятия, при этом реорганизация не затронула только две из таких структур, в их числе — LADA Sport, чем подтверждается важность деятельности данного отделения для тольяттинского автогиганта. Отмечается, что благодаря появлению спортивных версий в модельных линейках, удалось вернуть молодых покупателей в дилерские центры LADA. Все намеченные программы по участию в автоспортивных состязаниях также остались неизменными. В 2016 году на LADA Sport началась сборка моделей Kalina и Granta серии Drive Active. Они получали все элементы стайлинга от версий Sport, а также спортивную подвеску, но двигатель и КПП оставались серийными.
31 января 2019 года стартовали продажи LADA Vesta Sport, ставшей флагманом модельного ряда. В процессе доводки новинка получила множество изменений от LADA Sport по сравнению с серийной версией LADA Vesta: 121 деталь подверглась модернизации, плюс были установлены 107 полностью новых деталей. Основательной переработке и доводке подверглись ходовая часть, тормозная система, 1,8-литровый двигатель форсировали со 122 до 145 л.с., добавились многочисленные элемента стайлинга в экстерьере и интерьере. Модель получила высокие оценки прессы по итогам проведённых тест-драйвов, было собрано множество предзаказов ещё на стадии подготовки производства. В октябре 2019 года стартовали продажи обновленной версии Lada Granta Drive Active. Она прошла подготовку по тому же рецепту, что и Lada Granta Drive Active первого поколения: получила разнообразные элементы стайлинга в экстерьере и интерьере, а главное техническое изменение — установка доработанной спортивной подвески. Как и все вышеописанные модели LADA Sport, новинка производится в цехах автоспортивного предприятия, где сборка машин фактически осуществляется вручную специалистами компании. По состоянию на лето 2020 года предприятие LADA Sport произвело более 15 тысяч спортивных автомобилей для дорог общего пользования, которые реализуются через дилерскую сеть LADA.

### Спортивная карьера
Одновременно с руководством гоночными коллективами, Владислав Незванкин и сам выходит на старт автоспортивных состязаний. Его дебют состоялся в 2001 году, в кубке LADA. Выступая за рулём ВАЗ 2108-37 он сразу вошёл в число быстрейших пилотов турнира. В 2008 году Владислав провёл полный сезон в пятиэтапном кубке РАФ по автомобильным кольцевым гонкам (зачётная группа «Лада Калина»), проходившем в рамках Национальной гоночной серии «АВТОВАЗ». Два раза он был в шаге от подиума, по итогам сезона занял 7 место из 16 участников.
Следующий выезд состоялся после пятилетнего перерыва, и с тех пор Незванкин стартует регулярно, на переднеприводных вазовских седанах заводской подготовки с 1,6-литровыми турбодвигателями. В 2013-2016 годах за рулём LADA Granta Cup, с 2017 года на Lada Vesta 1.6T. В 2013 году он участвовал в розыгрыше кубка LADA Granta, результаты которого также учитывались в зачёт кубка России по кольцевым гонкам (зачётная группа «Лада»). По правилам серии, тогда можно было стартовать вдвоём на одном автомобиле, и на шести этапах напарниками Владислава стали журналист «Авторевю» Владимир Мельников (2–5 этапы), и профессиональные гонщики Владимир Шешенин (6 этап) и Михаил Козловский (7 этап). Проведя 12 заездов из 14-ти, Незванкин трижды поднимался на призовой подиум, занял итоговое 12 место из 29 участников.
С 2014 года Владислав постоянный участник кубка России по кольцевым гонкам в классе «Супер-Продакшн», в рамках Российской серии кольцевых гонок. Всегда ведёт борьбу среди лидеров класса, одерживал победы в заездах во всех сезонах, в которых участвовал (2014–2020), всего в его активе 46 подиумов, включая 17 побед. В сезоне 2020 года стал победителем кубка страны в личном и командном зачёте, до этого в его активе были три призовых места по итогам года в личном зачёте (2015, 2018 и 2019) и три победы в командном зачёте (2015, 2018 и 2019).
С 2016 года Владислав участвует в заездах РСКГ под №50, что символизировало вначале «50 лет с начала строительства Волжского автомобильного завода», а затем — «50-летие начала производства автомобилей ВАЗ».

## Семья
Женат, имеет троих детей.

## Статистика выступлений в автогонках
| Легенда к таблице |                                                                    |
| --- | ------------------------------------------------------------------ |
| Расшифровка обозначений и цветов представлена в нижеследующей таблице. |                                                                    |
| \| Пример \| Описание \| \| ------------ \| ------------------------------------------------------------------ \| \| 1 \| Победитель \| \| 2 \| Второе место \| \| 3 \| Третье место \| \| 5 \| Финишировал, заработав очки \| \| Сход \| Не финишировал, но при этом заработал очки \| \| 12 \| Финишировал, не получив очков \| \| НКЛ \| Финишировал, но не попал в финальную классификацию \| \| 15 \| Участвовал вне зачёта, либо по отдельной классификации \| \| 18 \| Не финишировал, но попал в финальную классификацию \| \| Сход \| Не финишировал \| \| НКВ \| Не прошёл квалификацию \| \| НПКВ \| Не прошёл предквалификацию \| \| ДСК \| Дисквалифицирован \| \| ИСК \| Исключён из протокола соревнований \| \| ТТ \| Заявлен для участия только в тренировках \| \| НС \| Участвовал в квалификации, но не стартовал в гонке \| \| Т \| Травмирован или болен \| \| ОТК \| Отказ от участия \| \| НТР \| Прибыл на соревнования, но на трассу не выезжал \| \| НПР \| Был заявлен в числе участников, но не прибыл к началу соревнований \| \| О \| Соревнования отменены \| \| \| Не участвовал \| \| Поул-позиция \| \| \| Быстрый круг \| \| |                                                                    |
| Пример | Описание                                                           |
| 1 | Победитель                                                         |
| 2 | Второе место                                                       |
| 3 | Третье место                                                       |
| 5 | Финишировал, заработав очки                                        |
| Сход | Не финишировал, но при этом заработал очки                         |
| 12 | Финишировал, не получив очков                                      |
| НКЛ | Финишировал, но не попал в финальную классификацию                 |
| 15 | Участвовал вне зачёта, либо по отдельной классификации             |
| 18 | Не финишировал, но попал в финальную классификацию                 |
| Сход | Не финишировал                                                     |
| НКВ | Не прошёл квалификацию                                             |
| НПКВ | Не прошёл предквалификацию                                         |
| ДСК | Дисквалифицирован                                                  |
| ИСК | Исключён из протокола соревнований                                 |
| ТТ | Заявлен для участия только в тренировках                           |
| НС | Участвовал в квалификации, но не стартовал в гонке                 |
| Т | Травмирован или болен                                              |
| ОТК | Отказ от участия                                                   |
| НТР | Прибыл на соревнования, но на трассу не выезжал                    |
| НПР | Был заявлен в числе участников, но не прибыл к началу соревнований |
| О | Соревнования отменены                                              |
| | Не участвовал                                                      |
| Поул-позиция |                                                                    |
| Быстрый круг |                                                                    |

### Результаты выступлений в Кубке РАФ по автомобильным кольцевым гонкам

#### Зачётная группа «Лада Калина»
| Год  | Команда    | Автомобиль  | 1     | 2     | 3     | 4     | 5      | Место | Очки |
| ---- | ---------- | ----------- | ----- | ----- | ----- | ----- | ------ | ----- | ---- |
| 2008 | LADA Sport | Lada Kalina | ЧАЙ 4 | БИК 9 | АДМ 4 | АДМ 7 | АДМ 10 | 7     | 29,5 |

### Результаты выступлений в Кубке России по кольцевым гонкам (в рамкахRRC)

#### Зачётная группа «Лада»
| Год  | Команда                | Автомобиль      | 1     | 2     | 3       | 4       | 5       | 6       | 7       | 8       | 9       | 10         | 11         | 12      | 13      | 14      | Место | Очки |
| ---- | ---------------------- | --------------- | ----- | ----- | ------- | ------- | ------- | ------- | ------- | ------- | ------- | ---------- | ---------- | ------- | ------- | ------- | ----- | ---- |
| 2013 | АВТОРЕВЮ Russian Bears | Lada Granta Cup | MRW 1 | MRW 2 | КРК 1 2 | КРК 2 5 | СМО 1 9 | СМО 2 7 | MRW 1 8 | MRW 2 9 | КАЗ 1 2 | КАЗ 2 Сход | НИЖ 1 Сход | НИЖ 2 6 | ТОЛ 1 3 | ТОЛ 2 7 | 12    | 89   |

### Результаты выступлений в РСКГ

#### Супер-продакшн
| Год  | Команда              | Автомобиль      | 1          | 2          | 3       | 4       | 5          | 6          | 7       | 8          | 9          | 10         | 11         | 12        | 13         | 14         | 15       | 16    | Место | Очки  |
| ---- | -------------------- | --------------- | ---------- | ---------- | ------- | ------- | ---------- | ---------- | ------- | ---------- | ---------- | ---------- | ---------- | --------- | ---------- | ---------- | -------- | ----- | ----- | ----- |
| 2014 | Lada Sport INNOCENTI | Lada Granta Cup | СМО 1      | СМО 2      | MRW 1   | MRW 2   | НИЖ 1 Сход | НИЖ 2 1    | КАЗ 1 2 | КАЗ 2 4    | КАЗ 1 3    | КАЗ 2 5    | СМО 1 Сход | СМО 2 ДСК | СОЧ 1 Сход | СОЧ 2 Сход | СМО 1 НС | СМО 2 | 6     | 354   |
| 2015 | Lada Sport INNOCENTI | Lada Granta Cup | НИЖ 1      | НИЖ 2 Сход | СМО 1 2 | СМО 2   | СОЧ 1 2    | СОЧ 2 5    | КАЗ 1 4 | КАЗ 2 Сход | СМО 1 Сход | СМО 2      | MRW 1 Сход | MRW 2 9   | КАЗ 1      | КАЗ 2 6    |          |       | 3     | 115,5 |
| 2016 | Demfi LADA SPORT     | Lada Granta Cup | СМО 1 Сход | СМО 2      | НИЖ 1 7 | НИЖ 2 4 | ГРО 1 Сход | ГРО 2 9    | СОЧ 1 3 | СОЧ 2 1    | MRW 1 5    | MRW 2 9    | СМО 1 Сход | СМО 2 НС  | КАЗ 1 9    | КАЗ 2 1    |          |       | 10    | 868   |
| 2017 | LADA Sport Rosneft   | Lada Vesta 1.6T | ГРО 1 3    | ГРО 2      | СМО 1 8 | СМО 2 3 | НИЖ 1 7    | НИЖ 2 3    | КАЗ 1 8 | КАЗ 2 Сход | СМО 1 5    | СМО 2 6    | MRW 1 7    | MRW 2 1   | КАЗ 1 4    | КАЗ 2 5    |          |       | 5     | 172   |
| 2018 | LADA Sport Rosneft   | Lada Vesta 1.6T | ГРО 1      | ГРО 2 1    | СМО 1 2 | СМО 2 1 | НИЖ 1 3    | НИЖ 2 Сход | КАЗ 1   | КАЗ 2 1    | MRW 1 6    | MRW 2 НС   | СОЧ 1 2    | СОЧ 2     | ГРО 1      | ГРО 2 3    |          |       | 2     | 256   |
| 2019 | LADA Sport Rosneft   | Lada Vesta 1.6T | ГРО 1      | ГРО 2      | НИЖ 1 7 | НИЖ 2 3 | СМО 1      | СМО 2      | КАЗ 1 2 | КАЗ 2      | АДМ 1 5    | АДМ 2 Сход | MRW 1 5    | MRW 2 ДСК | СОЧ 1 6    | СОЧ 2 5    |          |       | 3     | 201   |
| 2020 | LADA Sport Rosneft   | Lada Vesta 1.6T | СМО 1      | СМО 2 4    | ИГО 1 2 | ИГО 2   | КАЗ 1 5    | КАЗ 2 3    | MRW 1 6 | MRW 2 3    | СМО 1      | СМО 2 Сход | НИЖ 1 2    | НИЖ 2 3   | ГРО 1      | ГРО 2 6    |          |       | 1     | 233   |

## Комментарии
1. 1 2 3 4 5 6  Все результаты соревнований по кольцевым гонкам, проводившиеся под эгидой Российской автомобильной федерации (кубок РАФ, чемпионаты и кубки России) и описываемые в данной статье, опубликованы на сайте РАФ в соответствующем разделе[2].